# Selena Gomez: My Mind & Me
Selena Gomez: My Mind & Me es un documental estadounidense de 2022 que sigue a la cantante y actriz Selena Gomez durante un periodo de seis años de su carrera. La película documenta sus luchas con la fama y su bienestar físico y mental a raíz de su diagnóstico de lupus y trastorno bipolar. Fue dirigida por Alek Keshishian, producida por Lighthouse Media & Management e Interscope Films, y estrenada en Apple TV+ el 4 de noviembre de 2022.

## Desarrollo
El documental sigue a Gomez en un viaje de seis años que comenzó alrededor de 2015, después de que Keshishian dirigiera el video musical «Hands to Myself» de Gomez. Keshishian dijo: «No tenía ningún interés en hacer un documental pop tradicional. Quería mostrar algo más auténtico y Selena también lo hizo. Ella tiene una vulnerabilidad cruda que me capturó . . . Entonces no tenía idea de que se convertiría en un trabajo de amor de seis años».

## Lanzamiento y promoción
Gómez anunció el lanzamiento de su documental con un breve clip publicado en su Instagram. La película se estrenó en el AFI Fest el 2 de noviembre de 2022 en el TCL Chinese Theatre de Hollywood. El tráiler del documental fue lanzado el 10 de octubre, que es el Día Mundial de la Salud Mental. El tráiler incluía la canción «My Mind & Me», lanzada el 3 de noviembre de 2022; es interpretada por Gomez y escrita por ella, Amy Allen, Jon Bellion, Jordan Johnson, Stefan Johnson y Michael Pollack.

## Recepción de la crítica
Tras su lanzamiento, Selena Gomez: My Mind & Me, recibió una respuesta muy positiva de los críticos. El sitio web recopilador de reseñas Rotten Tomatoes informó de un índice de aprobación del 94% basado en 17 críticas. En Metacritic, la película recibió una puntuación media ponderada de 68 sobre 100, basada en 10 críticos, lo que indica "críticas generalmente favorables". 